# Саспортас, Яков бен-Аарон
Яков бен-Аарон Саспортас (род. в Оране в 1610 г., ум. в Амстердаме 15 апреля 1698 г.) — испанский раввин, каббалист и деятель, выступивший против провозгласившего себя мессией Саббатая Цеви (1665) и вызванного тем народного волнения среди евреев. Автор подробного описания саббатианского движения.

## Биография
Сын некоего Аарона (бен-Аарон). Был раввином в Тлемсене (Алжир), Фесе и Сале (Марокко); около 1646 г. попал в плен, освободился лишь около 1653 года.
Около 1659 года Саспортас был командирован марокканским султаном с дипломатическим поручением к испанскому двору. По возвращении оттуда (1664) он занял пост хахама (раввина) португальской общины в Лондоне (по мнению Д. Франко-Мендеса, Саспортас сопровождал Манассе бен-Израиля во время поездки того в Англию ещё в 1655 г.).
Через год (1665) Саспортас был назначен раввином в Гамбург, где оставался до 1673 года, когда он стал главой амстердамской раввинской школы, основанной братьями Пинто. В 1680 г. Саспортас был назначен главой академии «Ez Chajim», a после смерти pабби Исаака Абоаба Саспортас занял должность хахама (раввина) португальской общины Амстердама.
В эпоху всеобщего восторженного увлечения мессианским движением Саббатая Цеви Саспортас оставался единственным из европейских вождей еврейства, не увлекшимся восторженными отзывами о мнимом Мессии и чудесах, им творимых. Не встречая никакого сочувствия в своей деятельности, Саспортас упорно осуждал саббатианское движение и отправил многочисленные послания ко всем главным раввинам и вождям еврейских общин в Европе, Азии и Африке. Тщательно собранные Саспортасом сведения о лже-мессии и о ходе саббатианского движения остаются одним из главных источников исторических сведений о саббатианстве; они отличаются сравнительной объективностью и беспристрастием.

## Труды
- «Toledot Jaakob» (תולדות יעקב; «Толдот-Иаков») — указатель библейских мест, упоминаемых в агаде иерусалимского Талмуда (Амстердам, 1652);
- «Ohel Jaakob» (אהל יעקב) — сборник респонсов, изданный сыном Саспортаса, рабби Авраамом Саспортасом (Ам., 1737; с предисловием последнего);
- «Zizat Nobel Zebi» (צצת נובל צבי) — подробное описание саббатианского движения (Ам., 1737 г., сокращенное издание этого сочинения печаталось неоднократно);
- предисловие и глоссы к сочинению «Hechal ha Kodesch» (היכל הקדש) Моисея бар-Маймуна Албаз (Moshe Bar Maimon Elbaz; Амстердам, 1633)[3].